# Midget car

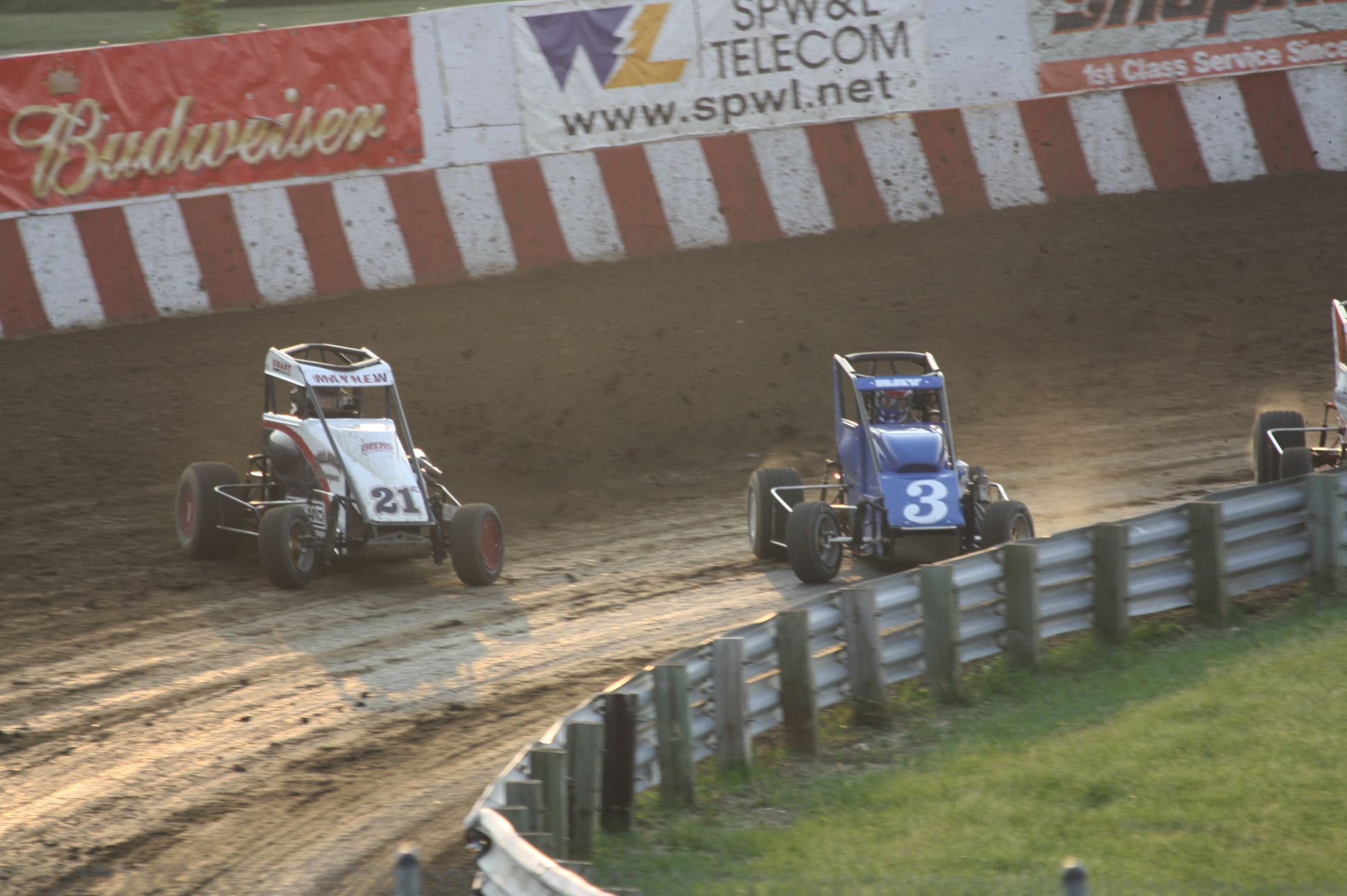
Cursa de midgets a l'Angell Park Speedway el 2010

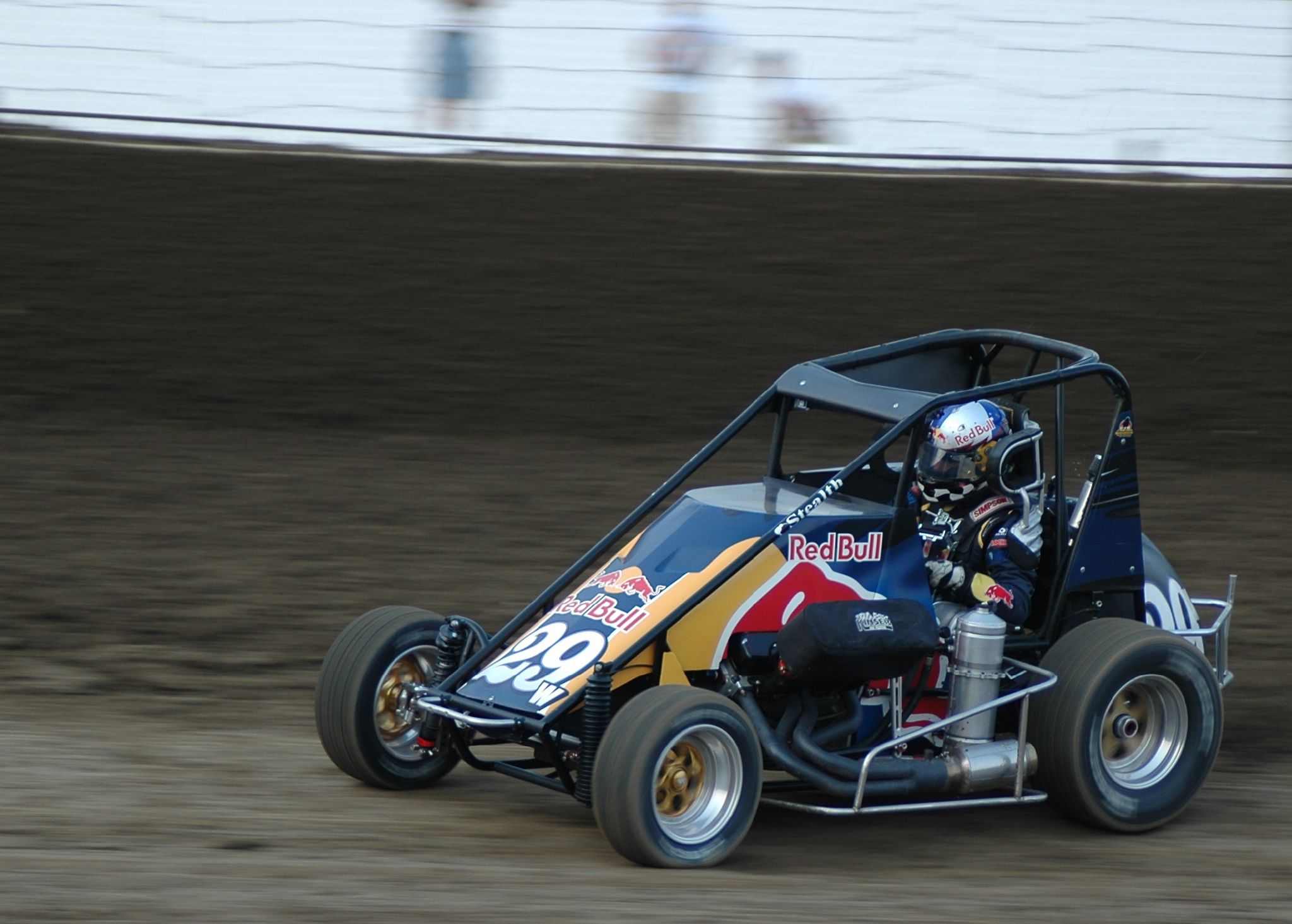
Cole Whitt amb el seu midget a Kokomo, Indiana, el 2007

Un midget car o, simplement, midget (conegut com a speedcar a Austràlia) és un tipus de cotxe de competició molt petit, amb una relació pes-potència molt alta, habitualment equipat amb un motor de quatre cilindres. Els midgets es varen originar als EUA durant la dècada de 1930 i actualment n'hi ha competicions a la majoria de continents, a més d'un campionat internacional i diversos de nacionals als EUA, Austràlia i Nova Zelanda. Les curses de midgets es disputen en circuits de terra, generalment ovalats, similars als que es fan servir a les competicions de Flat track.

## Cotxes
En general, aquesta mena de cotxes ofereixen de 300 a 400 CV i pesen al voltant de 400 kg. La combinació d'una alta potència amb una mida petita els fan força perillosos; per aquesta raó, els midgets moderns estan plenament equipats amb gàbia antibolcada i altres característiques de seguretat. Estan dissenyats per a ser emprats en curses d'una distància relativament curta, generalment de 4 a 40 km. Algunes curses se celebren en estadis, com ara el famós Chili Bowl que té lloc a començaments de gener a l'Expo Square Pavilion de Tulsa, Oklahoma. Alguns dels principals fabricants històrics de midget cars varen ser Kurtis Kraft (dècades de 1930 a 1950) i Solar Midget (1944-1946).

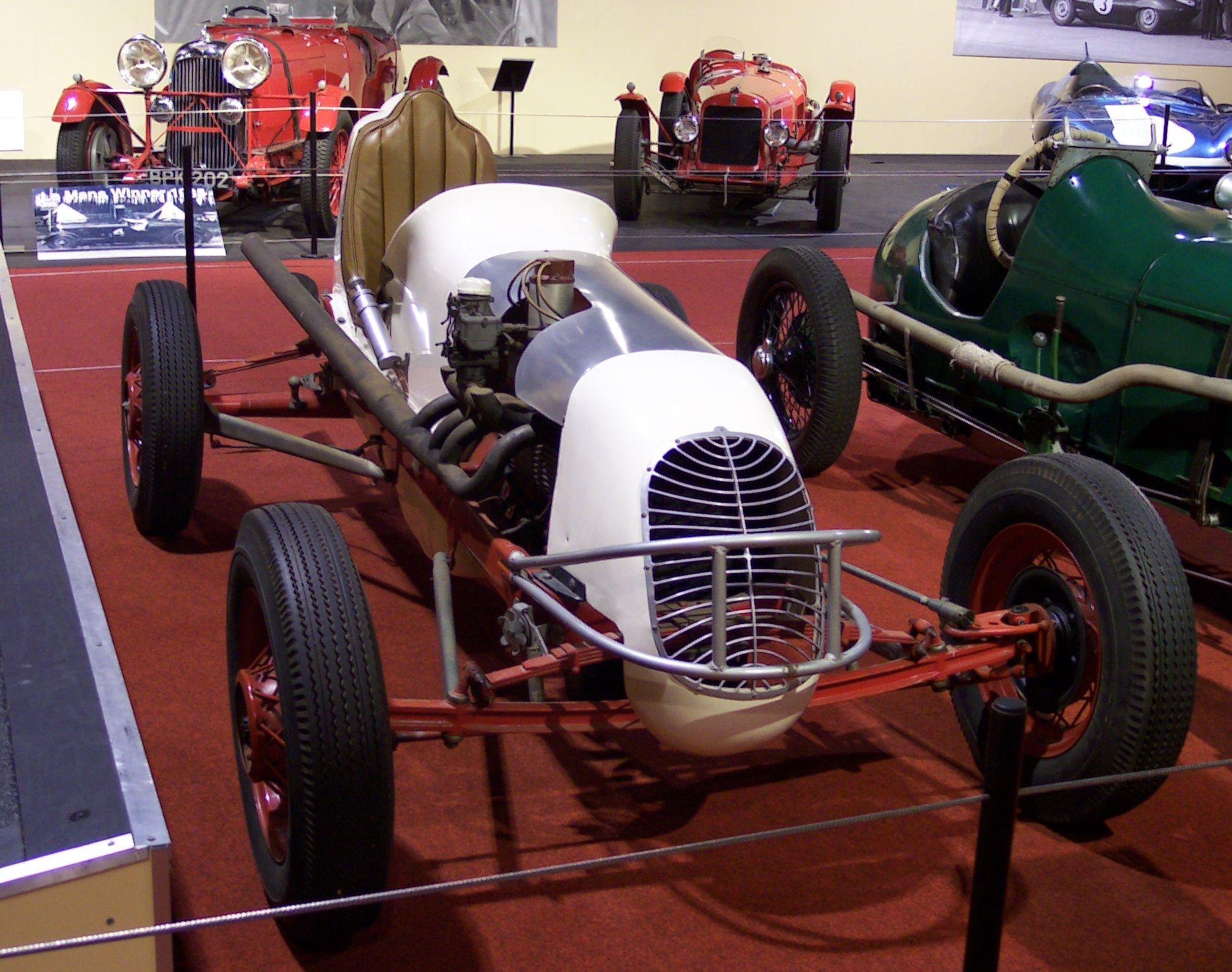
Un Heligus de 1948
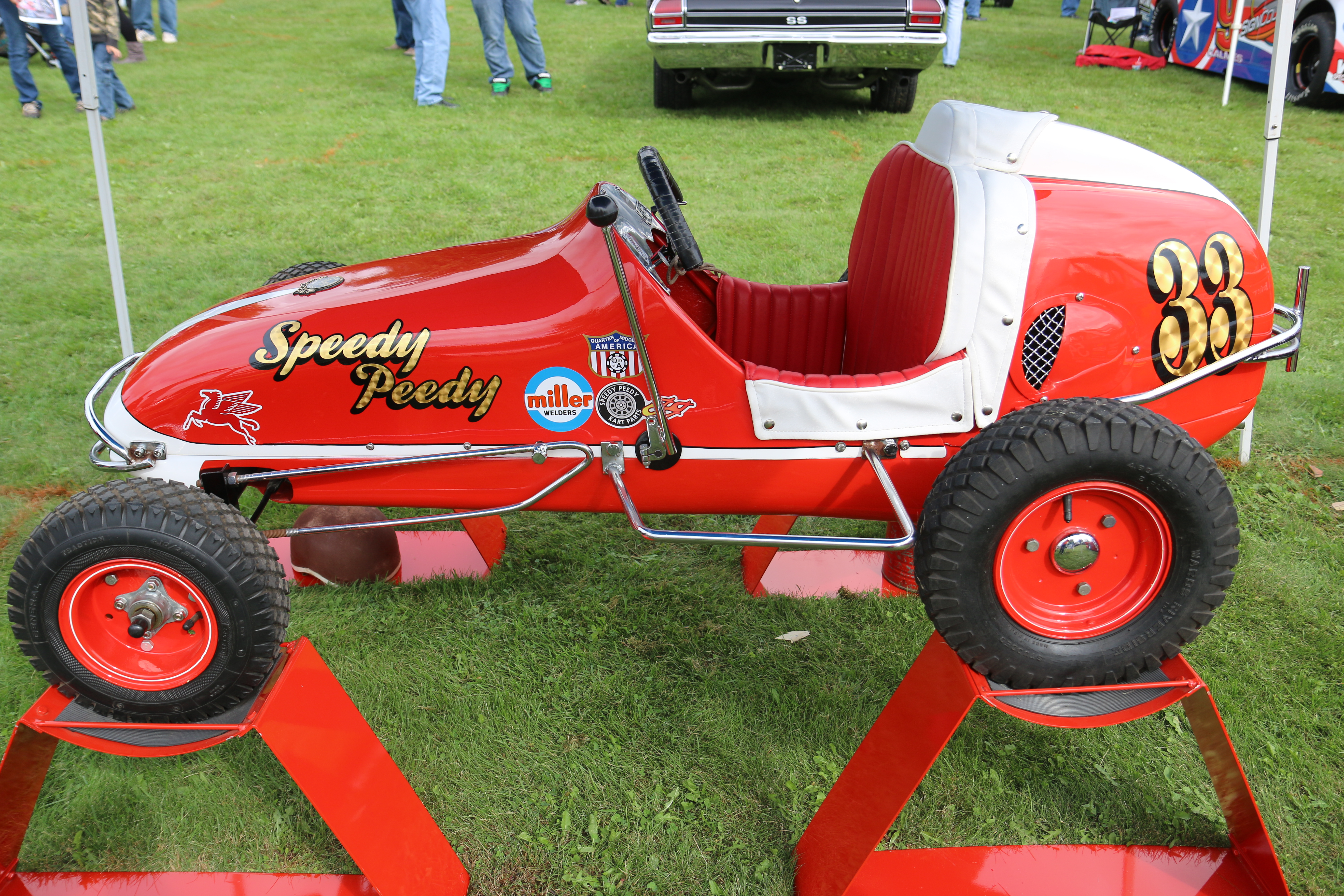
Un Quarter de 1956
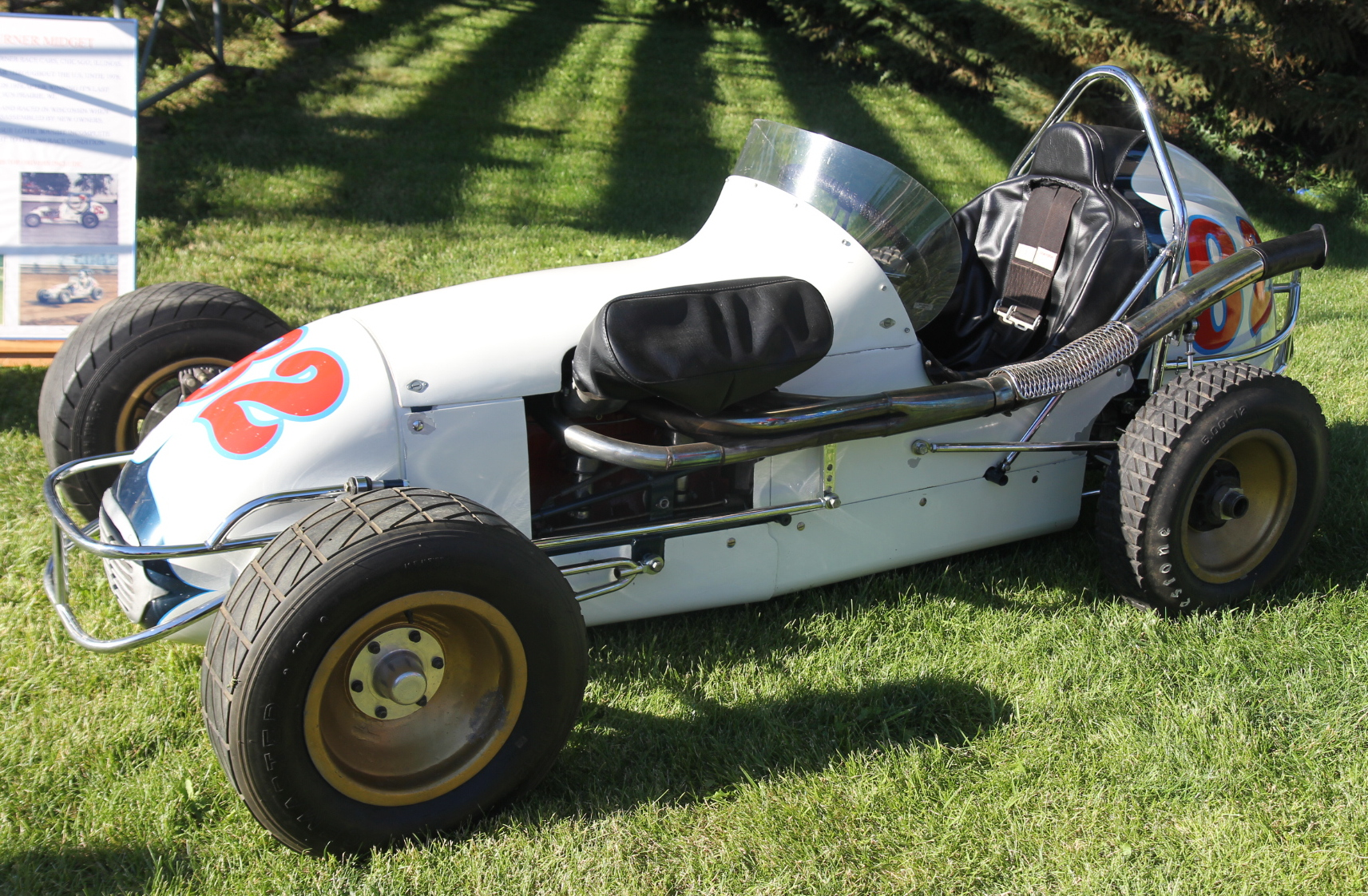
Midget construït per Harry Turner el 1969
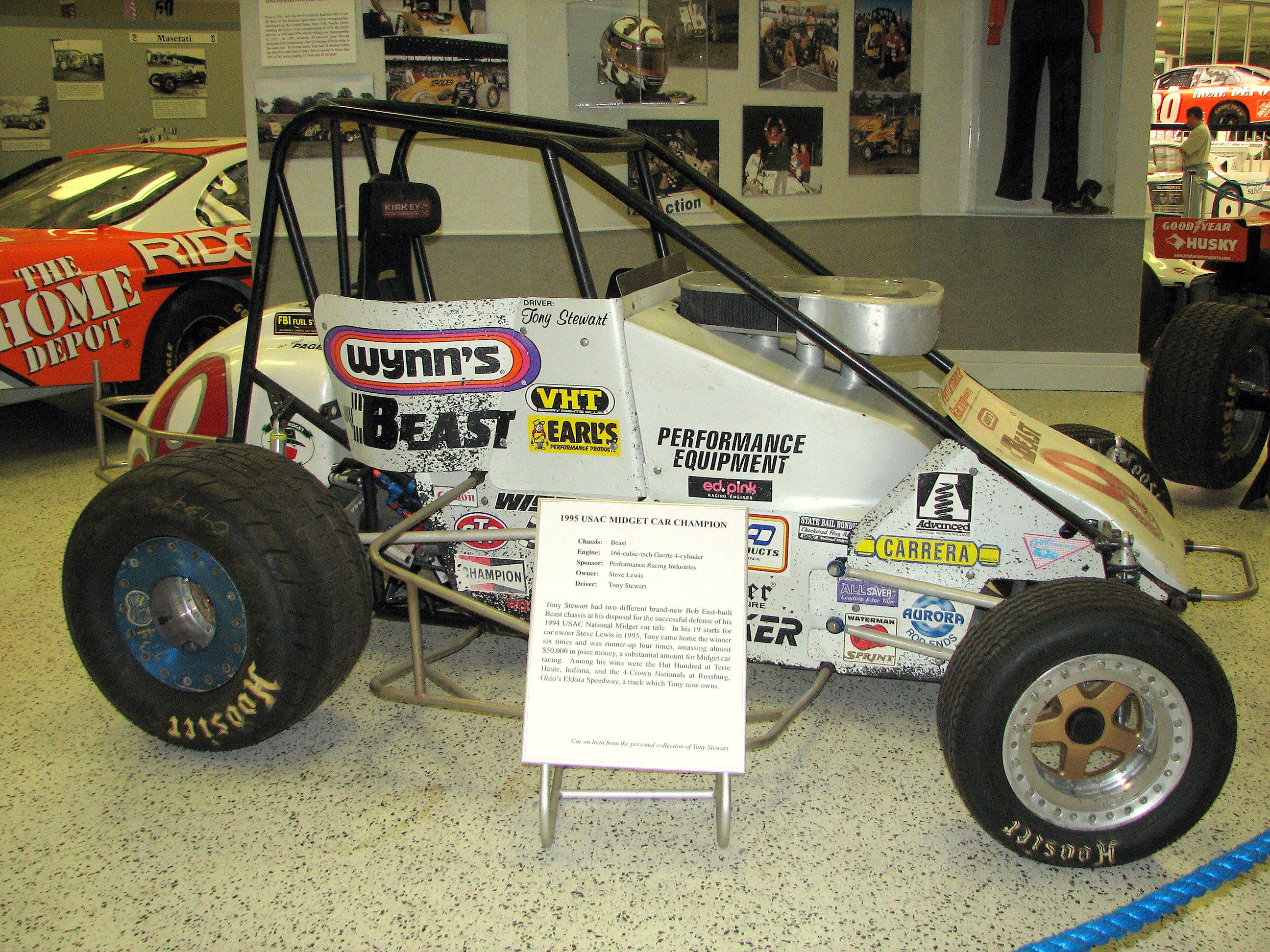
El midget que pilotà Tony Stewart el 1995
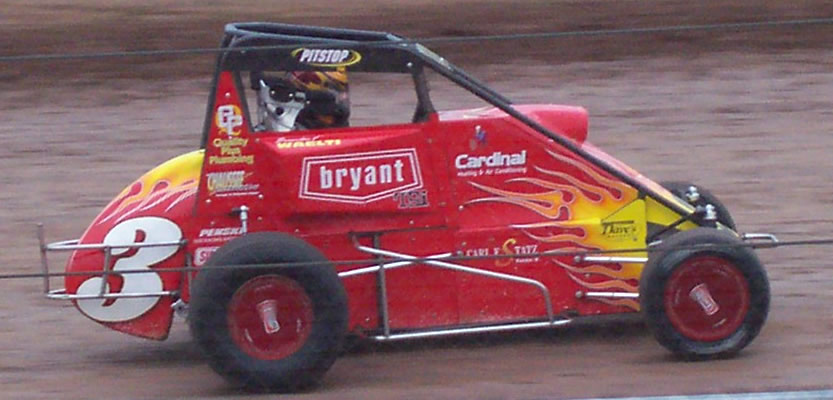
Brandon Waelti pilotant el seu midget el 2006

## Història
Les curses de midgets varen néixer oficialment el 10 d'agost de 1933 al Loyola High School Stadium de Los Angeles en forma de programació regular setmanal, sota els auspicis del seu primer òrgan regulador, la Midget Auto Racing Association (MARA). Després d'escampar-se per tots els EUA, aquesta modalitat es va exportar a tot el món; primer de tot a Austràlia el 1934 -concretament, a l'Olympic Park de Melbourne el 15 de desembre- i més tard, el 1937, a Nova Zelanda.
Les primeres curses es duien a terme a pistes de taulons de fusta emprades prèviament per a curses de ciclisme. Un cop enllestit un circuit específic de terra al Gilmore Stadium de Los Angeles, les curses s'hi varen traslladar i aviat varen començar a sorgir centenars de noves pistes arreu dels EUA. L'Angell Park Speedway de Sun Prairie, Wisconsin (prop de Madison) és un altre dels principals circuits nord-americans que operen des de la primera meitat del segle xx.

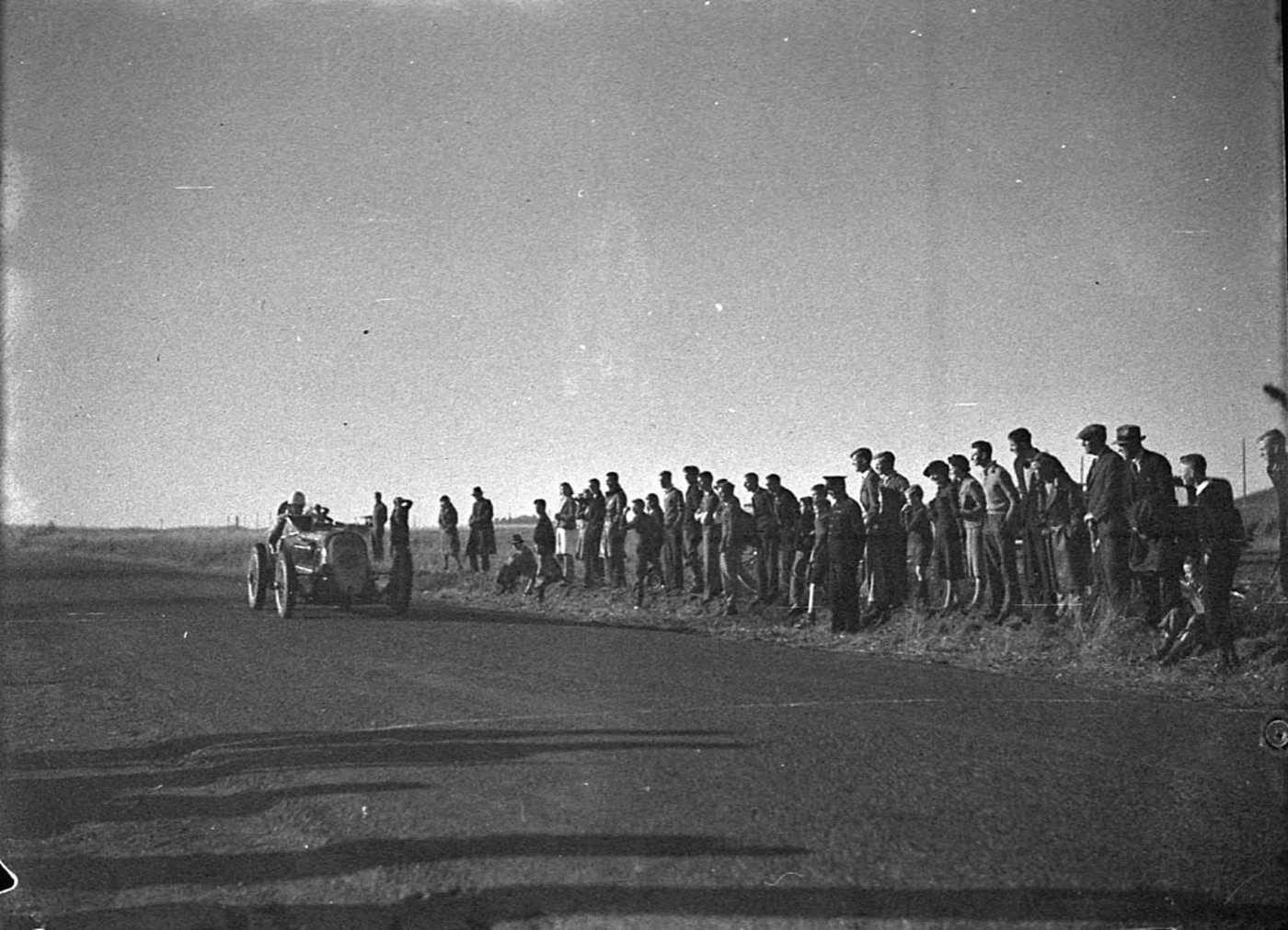
Cursa de midgets a Canberra el 1938

Poc després, la disciplina es popularitzà a Austràlia amb el primer Campionat d'Austràlia de Speedcar, que fou disputat a Melbourne el 1935. Durant allò que ha estat anomenat l'"època daurada" australiana dels midgets, les dècades de 1950 i 1960, alguns promotors australians, com ara Kym Bonython d'Adelaida (director del Rowley Parc Speedway) i Empire Speedways (propietaris del Brisbane Exhibition Ground i el famós Sydney Showground Speedway), feien venir sovint pilots dels EUA -entre ells, el popular Bob Tattersall i Jimmy Davies. Els promotors australians, durant aquest període, organitzaren sovint curses amb el títol de "world speedcar championship" o "world speedcar derby". Durant aquest període, els speedcars eren possiblement la categoria més popular a Austràlia, amb l'assistència de fins a 30.000 espectadors a algunes curses al Sydney Showground i més de 10.000 a Adelaide i Brisbane.
Els speedcars continuen competint a Austràlia actualment, essent-ne els principals esdeveniments el Campionat d'Austràlia i el Gran Premi d'Austràlia de Speedcar (la primera edició del qual fou el 1938). Juntament amb diversos campionats estatals, també hi ha la Speedcar Super Series amb curses arreu d'Austràlia. Una assistència de 10.000 espectadors és força habitual en aquesta mena d'esdeveniments.
Al desembre de 2013, POWRi Midget Racing va inaugurar el Lucas Oil POWRi Midget World Championship, amb 16 curses programades, que es disputà fins al juny de 2014. Els participants competiren a Nova Zelanda i Austràlia al començament de la temporada 2013-14 i varen acabar als EUA.

### Els midgets a Catalunya
A finals de la dècada de 1940, els midgets gaudiren de certa popularitat a Catalunya. El 1949 se'n disputaren les primeres curses a Barcelona, al canòdrom Parque Sol de Baix de la Travessera de les Corts. Els millors especialistes n'eren Salvador Claret, Jaume Pahissa, Albert Saumell, Pere Genovés, Carles Aymerich i Francesc Godia. Fou una època de gran rivalitat esportiva entre aquests pilots i els castellans, entre els quals destacava Rafael Jiménez. Els uns i els altres s'enfrontaven al llarg de 8 o 10 curses anuals, entre les quals fou cèlebre el "Match Castilla-Cataluña" de 1950, protagonitzat per Jiménez, Godia i Pahissa. A mitjan dècada de 1950, però, les curses de midgets foren prohibides en haver-se descobert que movien fortes sumes de diners en apostes clandestines.

## Ascens a categories superiors

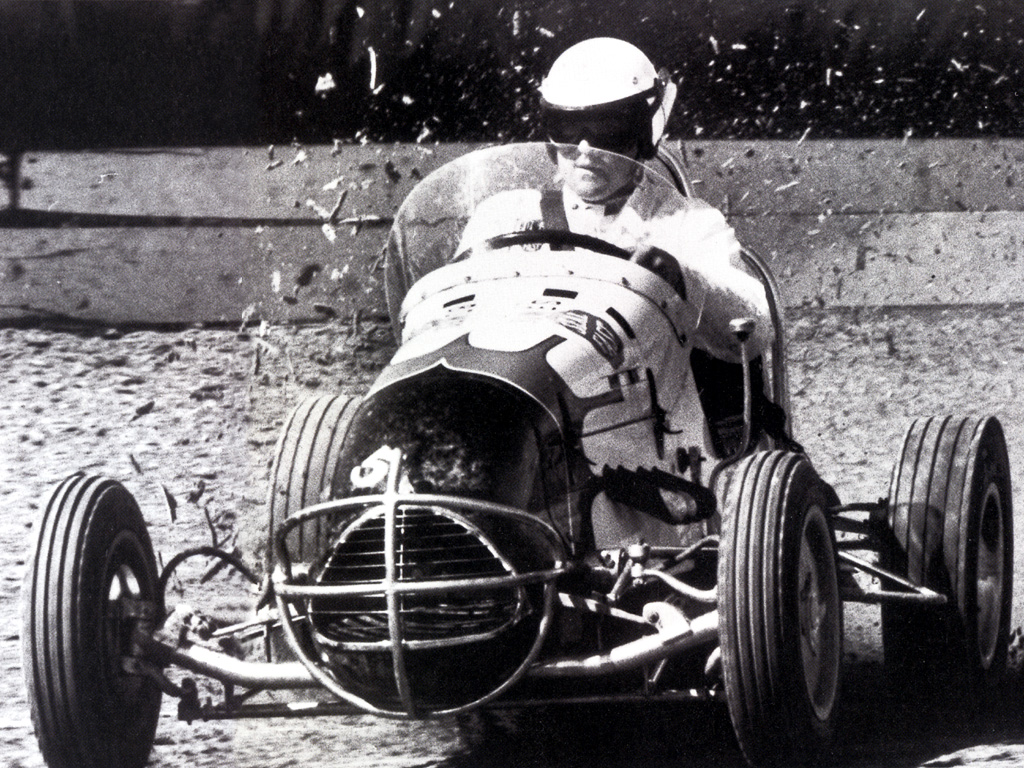
A.J. Foyt competint amb un midget el 1961

Molts pilots de l'IndyCar i la NASCAR han fet servir els midgets com a esglaó intermedi en la seva carrera cap a categories més altes, entre ells Tony Stewart, Sarah Fisher, Jeff Gordon, A.J. Foyt, Mario Andretti, Kasey Kahne, Ryan Newman, Kyle Larson i altres. Els esdeveniments de midgets se celebren de vegades de nit entre setmana per tal que hi puguin córrer pilots més famosos de divisions superiors, els quals competeixen en les seves respectives durant els caps de setmana.

## Curses destacades
El 1959 es disputà a Lime Rock Park una famosa cursa de Formula Libre en què Rodger Ward va sorprendre el cars i exòtics cotxes esportius en guanyar-los a les curses de velocitat amb un midget amb motor Offenhauser, normalment fet servir en pistes ovals. Ward va emprar una avantatjosa relació pes-potència i les seves habilitats als revolts en curses de dirt track per a aconseguir la victòria.

### Curses anuals destacades
- Astro Grand Prix (1969-desapareguda) – Astrodome
- Belleville Midget Nationals – Belleville, Kansas
- Chili Bowl – Tulsa Expo Center
- Fireman Nationals – Angell Park Speedway
- Four Crown Nationals – Eldora Speedway
- Hut Hundred – Terre Haute Action Track, Terre Haute, Indiana
- Night before the 500 – O'Reilly Raceway Park, Indianapolis, Indiana
- The Rumble in Fort Wayne – Allen County War Memorial Coliseum Expo Center, Fort Wayne, Indiana
- Turkey Night Grand Prix – Irwindale Speedway
- World 50-lap Classic – Western Springs Stadium, Auckland, Nova Zelanda
- New Zealand Midget Championship – Itinerant a diverses pistes de Nova Zelanda
- Barry Butterworth Classic – Western Springs Stadium, Auckland, Nova Zelanda
- Australian Speedcar Championship – Itinerant a diverses pistes d'Austràlia
- Australian Speedcar Grand Prix – Itinerant a diverses pistes de l'Austràlia oriental
- Magic Man 34 – Perth Motorplex Speedway, Kwinana Beach, Austràlia Occidental[8]
- Tim Crouch Memorial – Murray Bridge Speedway, Murray Bridge, Austràlia del Sud[9]
- Gold Crown Midget Nationals – Tri City Speedway, Mitchell, Illinois
- Boston Louie Memorial – Seekonk Speedway, Seekonk, Massachusetts

## Entitats reguladores

### Austràlia

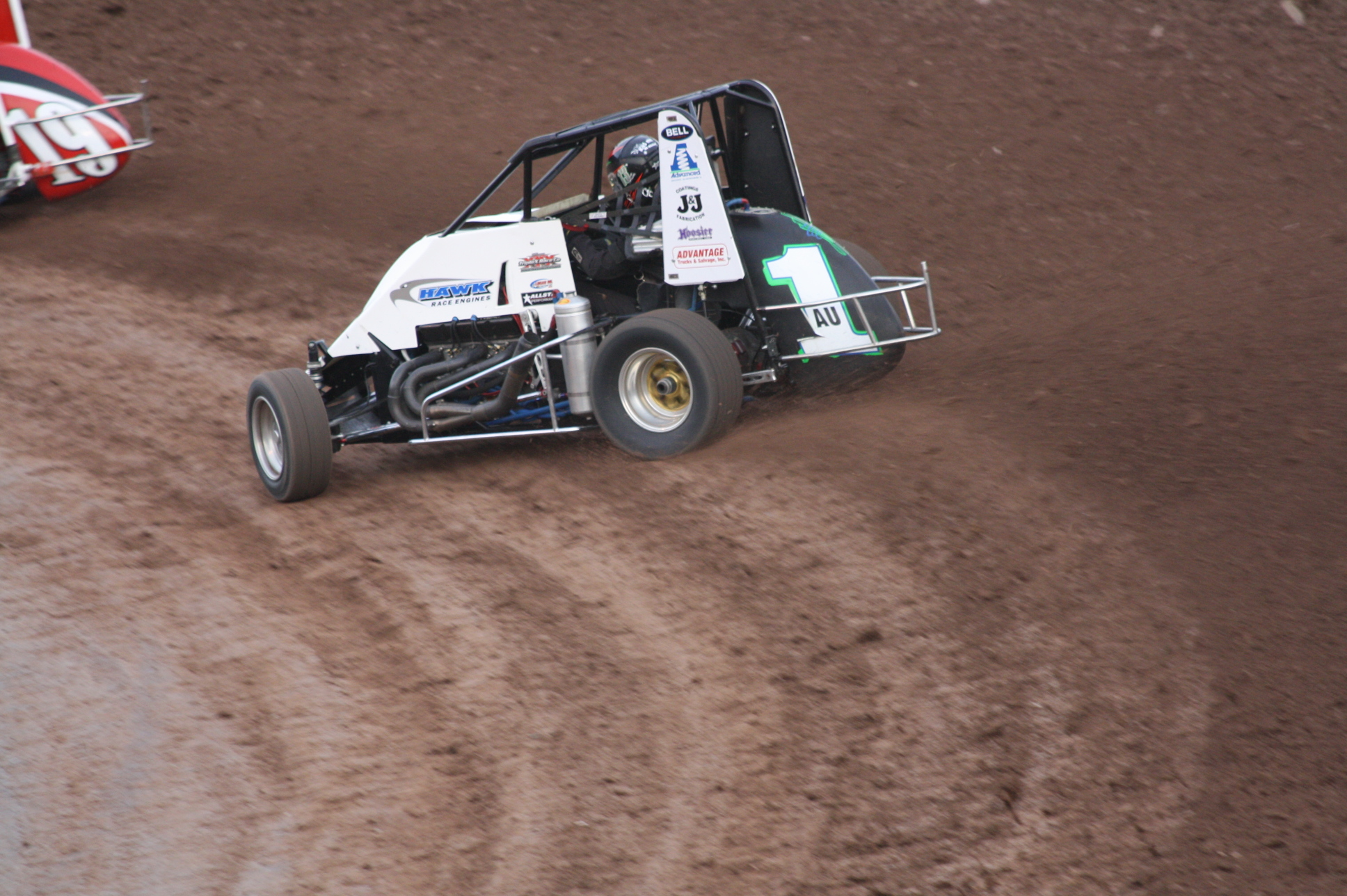
L'australià Matt Smith en una cursa als EUA

- SpeedcarsAustralia.com – Lloc Web oficial de l'ens regulador del Speedcar australià, Speedcars Australia Inc
- QSRA – Lloc Web oficial del Queensland Speedcar Racing Assos. Arxivat 2017-02-19 a Wayback Machine.
- SAspeedcars.com – South Australian Speedcar Association (cobreix Austràlia del Sud i els territoris del Nord)
- V.S.D.A – Victorian Speedcar Drivers Association Inc
- wasda.com.au – Western Australian Speedcar Drivers Association (Club de Perth)
- Speedcar Association del NSW (Club de Sydney)

Campionats
- Speedcar Super Series

Webs amb notícies d'Austràlia
- Speedcar World

### Nova Zelanda
- Speedway New Zealand
- Dorectori del Speedway a Nova Zelanda Arxivat 2017-04-06 a Wayback Machine.
- Macgors NZ Speedway[Enllaç no actiu]

### Regne Unit
- Grand Prix Midget Club

### EUA

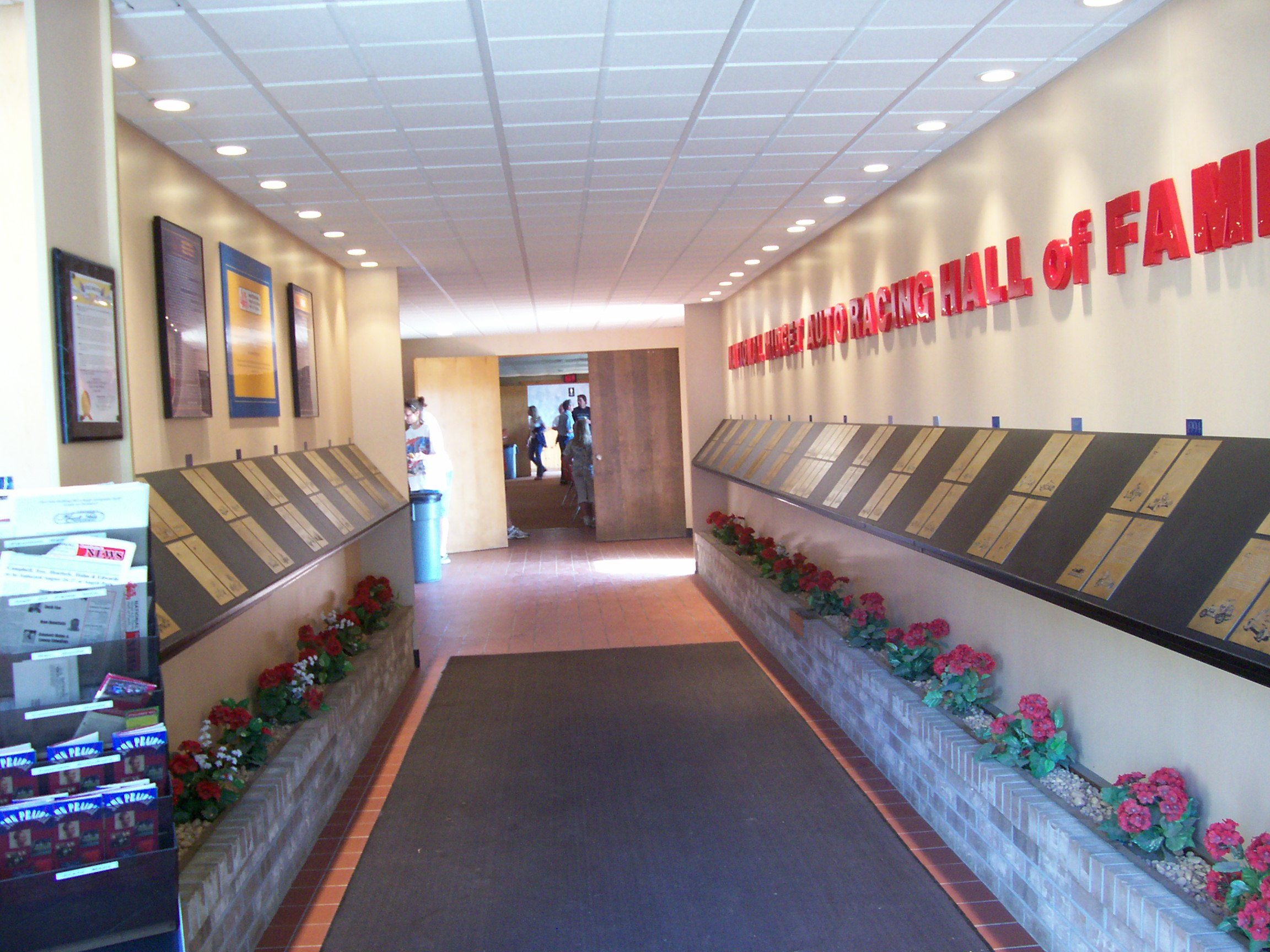
El National Midget Auto Racing Hall of Fame de Sun Prairie, Wisconsin

Nacional
- USAC - United States Auto Club, organitzador de les USAC National Midget Series

Regional
- BMARA – Badger Midget Auto Racing Association (l'ens regulador més antic)
- POWRi - POWRi Midget Series
- POWRi West Lucas Oil Midget Series
- AMRA – Arizona Midget Racing Association
- ARDC – American Racing Drivers Club
- BCRA – Bay Cities Racing Association
- NEMA – Northeastern Midget Association
- American Three Quarter Midget Racing Association
- STARS– Short Track Auto Racing Series
- RMMRA – Rocky Mountain Midget Racing Association
- SMRS Arxivat 2020-08-13 a Wayback Machine. – Southern Midget Racing Series
- IRS – Illini Racing Series
- USSA– United States Speed Association
- WMRA – Washington Midget Racing Association
- SMMS Southern States Midget Series